# فرودگاه شهری میلینوکت
فرودگاه شهری میلینوکت (به انگلیسی: Millinocket Municipal Airport) یک فرودگاه همگانی بهره‌برداری هوایی با کد یاتا MLT است که یک باند فرود آسفالت دارد و طول باند آن ۱۴۳۷ متر است. این فرودگاه در کشور ایالات متحده آمریکا قرار دارد و در ارتفاع ۱۲۴ متری از سطح دریا واقع شده‌است.